# COVID-19-Pandemie in Thailand
Die COVID-19-Pandemie in Thailand tritt als regionales Teilgeschehen des weltweiten Ausbruchs der Atemwegserkrankung COVID-19 auf und beruht auf Infektionen mit dem Ende 2019 neu aufgetretenen Virus SARS-CoV-2 aus der Familie der Coronaviren. Die COVID-19-Pandemie breitet sich seit Dezember 2019 von China ausgehend aus. Ab dem 11. März 2020 stufte die Weltgesundheitsorganisation (WHO) das Ausbruchsgeschehen des neuartigen Coronavirus als Pandemie ein.

## Verlauf
Die Überprüfung der aus China ankommenden Passagiere begann am 3. Januar 2020 (andere Angabe 5. Januar) an sechs Flughäfen: dem Flughafen Bangkok-Suvarnabhumi, dem Flughafen Bangkok-Don Mueang, dem Flughafen Phuket, dem Flughafen Chiang Mai und dem Flughafen Krabi. Seit dem 24. Januar wird der Flughafen Chiang Rai hinzugefügt. Bei einer Reihe von Verdachtsfällen wurden andere häufige Atemwegserkrankungen festgestellt.
Am 13. Januar 2020 wurde ein erster positiv getesteter COVID-19-Fall in Thailand gemeldet.
Am 11. Februar wurde der von Holland America Line betriebenen MS Westerdam vom Marine Department des Landes die Erlaubnis verweigert, im Hafen von Laem Chabang anzulegen. Dem Schiff wurde zuvor aufgrund ähnlicher Befürchtungen die Einreise auf die Philippinen, nach Japan, Südkorea und Guam verweigert.
Am 13. Februar legten zwei Kreuzfahrtschiffe, die MV Seabourn Ovation, im Tiefseehafen von Phuket an und die Quantum of the Seas am Patong-Pier von Phuket an. Im Gegensatz zur MS Westerdam waren die beiden Schiffe erlaubt, da beide ihren ersten Stopp in Thailand geplant hatten und danach nach Singapur abreisen würden. Die Passagiere an Bord wurden von Beamten des öffentlichen Gesundheitswesens überprüft, bevor sie die Erlaubnis erhielten, an Land zu gehen.
Am 17. Februar kam ein Treffen zwischen dem Außenministerium, dem Ministerium für öffentliche Gesundheit, AOT und der Einwanderungsbehörde zu dem Ergebnis, die Einreise aller Ausländer aus MS Westerdam in das Land zu untersagen, nachdem eine Amerikanerin in Malaysia positiv auf COVID-19 getestet worden war. Die Zahl der Passagiere, die vor dem Verbot nach Thailand einreisten, betrug 95. Sie wurden auf Anschlussflüge umgestellt und hatten das Land bereits verlassen.
Die Zivilluftfahrtbehörde von Thailand (CAAT) verlangt von Reisenden aus allen Ländern, dass sie vor dem Einsteigen in ihre Flüge nach Thailand und nach der Ankunft in Thailand beim Betreten von Einwanderungskontrollpunkten ärztliche Atteste vorlegen, da ihre Reise sonst nicht gestattet ist. Außerdem muss der Reisende ausnahmslos 14 Tage lang Quarantäne an von der Regierung verwalteten Orten beantragen. Ab Mai 2020 wurden jedoch einige Länder aus den Risikogebieten entfernt – darunter China, Hongkong, Macau, Südkorea, Fidschi, Papua-Neuguinea und Kambodscha.
Am 18. Februar hatten die Gesundheitsbehörden das COVID-19-Screening auf Besucher aus Japan und Singapur ausgeweitet. Passagiere aus diesen Ländern wurden mit der gleichen Methode behandelt wie Passagiere auf Flügen von Festlandchina. Das Gesundheitsministerium hob auch Maßnahmen gegen COVID-19 auf Stufe 3 an, um einen Anstieg der Übertragung vorzubereiten. Jede Provinz muss mindestens ein Krankenhaus haben, das auf COVID-19 testen kann. Das Department of Medical Sciences entwickelt derzeit ein Virustestkit, das in fünf Minuten ein Ergebnis liefert und voraussichtlich innerhalb von zwei Monaten verfügbar sein wird.
Am 21. Februar kündigte das Gesundheitsministerium ein neues Screening-Kriterium mit zusätzlicher Überwachung für Besucher aus Hongkong, Macau, Südkorea und Taiwan an. Menschen, die aufgrund unbekannter Ursachen eine Lungenentzündung entwickeln und in acht Provinzen leben, die bei chinesischen Touristen beliebt sind, darunter Bangkok, Chiang Mai, Chiang Rai, Chon Buri, Krabi, Phuket, Prachuap Khiri Khan und Samut Prakan, werden automatisch als COVID-19-Verdächtige eingestuft.
Am 21. März erklärten die Behörden des Rathauses von Bangkok eine weitreichende Schließung verschiedener Unternehmen. Der Gouverneur von Bangkok, Aswin Kwanmuang, gab nach der Sitzung des Rathauses bekannt, dass der Vorstand einen Beschluss zur Schließung von Einrichtungen gemäß Abschnitt 35 des Gesetzes über übertragbare Krankheiten BE 2558 (2015) gefasst hatte, der für einen Zeitraum von 22 Tagen vom 22. März bis 12. April 2020 gültig war, wurde dann vom 12. April 2020 bis zum 30. April 2020 verlängert. Nur Supermärkte, Apotheken und Restaurants zum Mitnehmen dürfen in den Einkaufszentren geöffnet bleiben.
Am 3. April ordnete die thailändische Zivilluftfahrtbehörde an, dass alle Passagiere, die vom Morgen des 4. April bis zum Abend des 6. April in Thailand landen, verboten werden sollen. Am Abend des 6. April wurde das Flugverbot bis zum 18. April und bis zum 30. Juni verlängert.
Die Legende Siam, ein Themenpark in Pattaya, wird ab dem 3. März vorübergehend geschlossen, da während der Verbreitung des Virus keine Touristen anwesend sind. Die Parkverwaltung versprach, alle Mitarbeiter wieder einzustellen, wenn es schließlich wiedereröffnet wird.
Am 16. März gab das Gesundheitsministerium bekannt, dass die Feiertage und Feierlichkeiten in Songkran bis auf weiteres verschoben werden, da die Zahl der Fälle weiter um 33 auf 147 steigt. Das Songkran-Festival in der Khaosan Road, Provinz Khon Kaen, Pattaya, Bang Saen Beach und Patong wird gemäß der Ankündigung jeder Gemeinde nicht abgehalten. Die Daten des Urlaubs sind ebenfalls zu verschieben. Der Distriktschef von Ko Pha-ngan, Somchai Somwong, beschloss, eine Party am Strand von Rin auszusetzen, um die Ansammlung von Touristen zu vermeiden, die ein Risiko für den Ausbruch von Viren darstellen könnten. Die Party war ursprünglich in der Vollmondnacht des 8. März geplant.
Am 22. Juni wurde bekanntgegeben, dass es innerhalb Thailand seit 28 Tagen keine neuen Infektionen gibt. Bei den 3 gemeldeten Infektionen in diesem Zeitraum handele es sich um Rückkehrer, die sich im Ausland angesteckt haben.
Im August wurde ein Bericht bekannt, nachdem Schüler in Bangkok während des Unterrichts in Glaskästen sitzen und einen Mund-Nasen-Schutz tragen müssen.
Um die Jahreswende 2020/2021 begann ein mittlerer Infektionsausbruch. Ab April 2021 begann der erste starke Ausbruch in Thailand. Dies war in etwa zeitgleich mit dem Zuwachs der Delta-Variante in Deutschland, die zur vierten Infektionswelle führte, war in Thailand aber nicht durch den Rückgang anderer Varianten maskiert.
Weil der Tourismus in Thailand stark zusammenbrach, konnte sich die Natur etwas erholen. Es war geplant, Thailand für geimpfte Touristen zu öffnen, aber ab April schlug es mit einer weiteren Welle erneut fehl.
Der am 22. Februar 2021 zugelassene chinesische Sinovac Impfstoff und der am 23. Februar 2021 zugelassene AstraZeneca Impfstoff werden in Thailand kostenlos verimpft. Der am 13. Mai 2021 zugelassene Moderna-Impfstoff sowie der Biontech-Impfstoff u. a. müssen selbst bezahlt werden.
Am 23. September 2022 wurden die neuen Infizierten- und Todesfälle mit den neuen Untervarianten von Omicron verringert. Infolgedessen hatte das Gesundheitsministerium die gefährliche übertragbare Krankheit eigentlich von der Pandemie zur Überwachungsinfektionskrankheit herabgestuft und gilt als endemisch. Der Ausnahmezustand und der Zusammenbruch der CCSA begannen am 1. Oktober 2022.
Am 1. Juni 2022 hat das Gesundheitsministerium seine COVID-19-Standortverfolgungs-App MorChana in Erwartung einer endemischen Einstufung der Krankheit eingestellt. Die Entscheidung fiel aufgrund der Verbesserung der Situation vor Ort, da Ankommende die App nicht mehr nutzen müssen. Das Ministerium plant, COVID-19 am 1. Juli zu einer endemischen Krankheit zu erklären, sodass das Tragen von Masken ab dem 23. Juni 2022 im Freien in ländlichen Gebieten (wie Phuket und Don Mueang) optional ist, während das Tragen von Masken in Innenräumen und bei Menschenmassen weiterhin obligatorisch ist Gegenden wie Bangkok und mit öffentlichen Verkehrsmitteln.

## Statistik
Die Fallzahlen entwickelten sich während der COVID-19-Pandemie in Thailand wie folgt:

### Infektionen

Bestätigte Infizierte in Thailand nach Daten der WHO. Oben kumuliert, unten Tageswerte

### Todesfälle

Bestätigte Todesfälle in Thailand nach Daten der WHO. Oben kumuliert, unten Tageswerte

## Kontroversen
Medienberichten von Foreign Policy und abc News zufolge wurden in Thailand mehrere Personen verhaftet, die sich kritisch über die Maßnahmen der Regierung zur Bekämpfung der Pandemie äußerten.